# Lohmanella norvegica
Lohmanella norvegica är en spindeldjursart som beskrevs av Viets 1927. Lohmanella norvegica ingår i släktet Lohmanella, och familjen Halacaridae. Arten har ej påträffats i Sverige.